# Pelastoneurus trapezoides
Pelastoneurus trapezoides är en tvåvingeart som beskrevs av Becker 1922. Pelastoneurus trapezoides ingår i släktet Pelastoneurus och familjen styltflugor.
Artens utbredningsområde är Paraguay. Inga underarter finns listade i Catalogue of Life.